# سیارک ۴۰۴۴۴
سیارک ۴۰۴۴۴ (به انگلیسی: 40444 Palacky، نامگذاری:1999RV35) چهل هزار و چهارصد و چهل و چهارمین سیارک کشف شده‌است که در ۱۲ سپتامبر ۱۹۹۹ کشف شد.